# 空 (JUJUの曲)
「空」（そら）は、JUJUの7枚目のシングル。2008年10月8日発売。発売元はソニー・ミュージックアソシエイテッドレコーズ。

## 収録曲
1. 空
  - 作詞：山本加津彦、川島葵／作曲：山本加津彦／編曲：松浦晃久
  - 東映配給映画「しあわせのかおり」主題歌
2. Missin' U
  - 作詞・作曲：E-3／編曲：E-3、DJ HIROnyc
3. Street Life
  - 作詞・作曲：Will Jennings、Joe Sample／編曲：Alec Shantzis